# همیلتون (فیلم ۲۰۰۶)
«همیلتون» (انگلیسی: Hamilton (2006 film)) یک فیلم است که در سال ۲۰۰۶ منتشر شد.